# Liste de villes d'Équateur

Principales villes de l'Equateur.

Cet article présente une liste des principales villes d'Équateur jusqu'en 2022.

## Villes d'Équateur classées par population

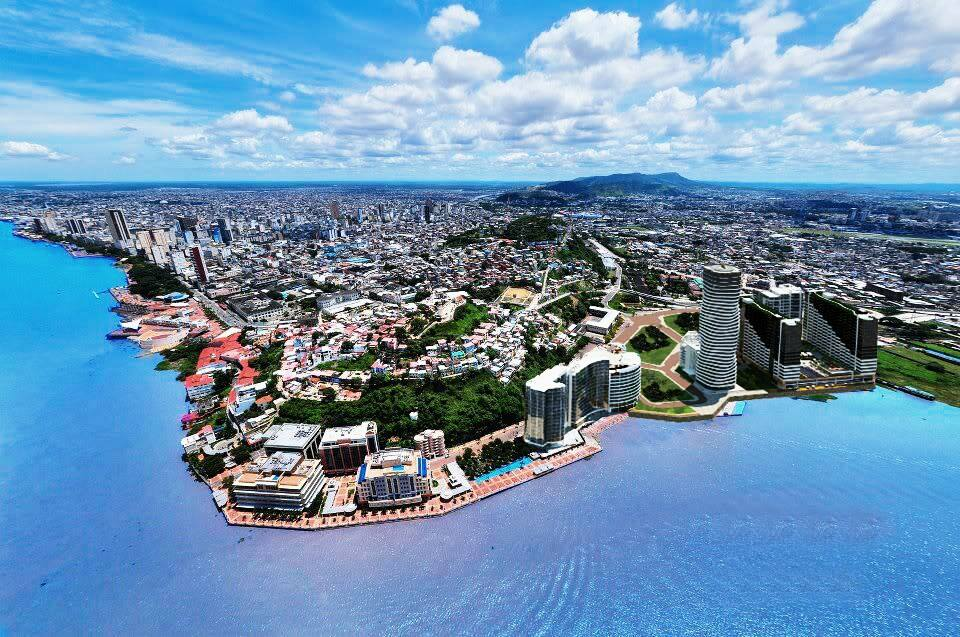
Guayaquil.

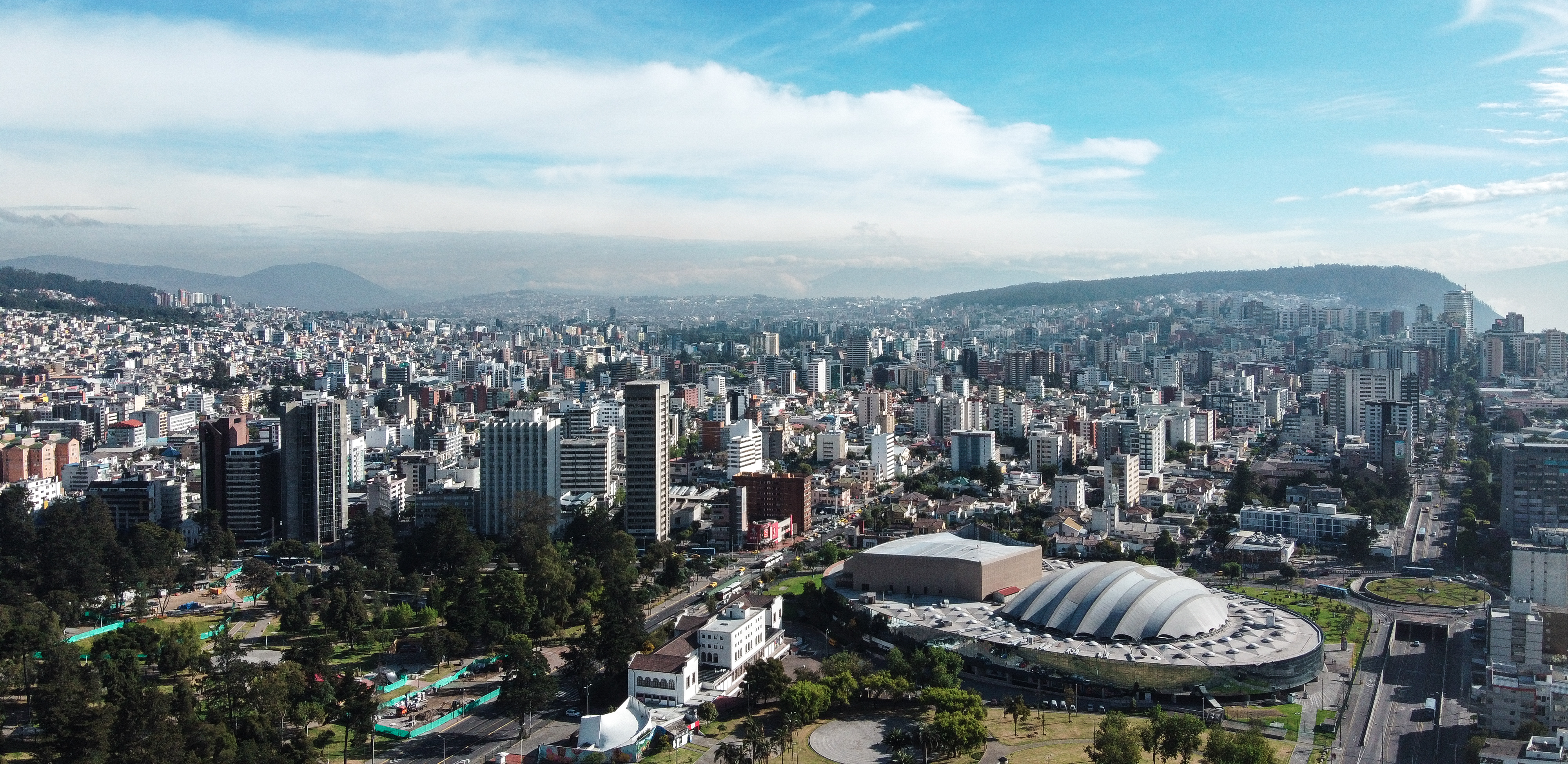
Quito.

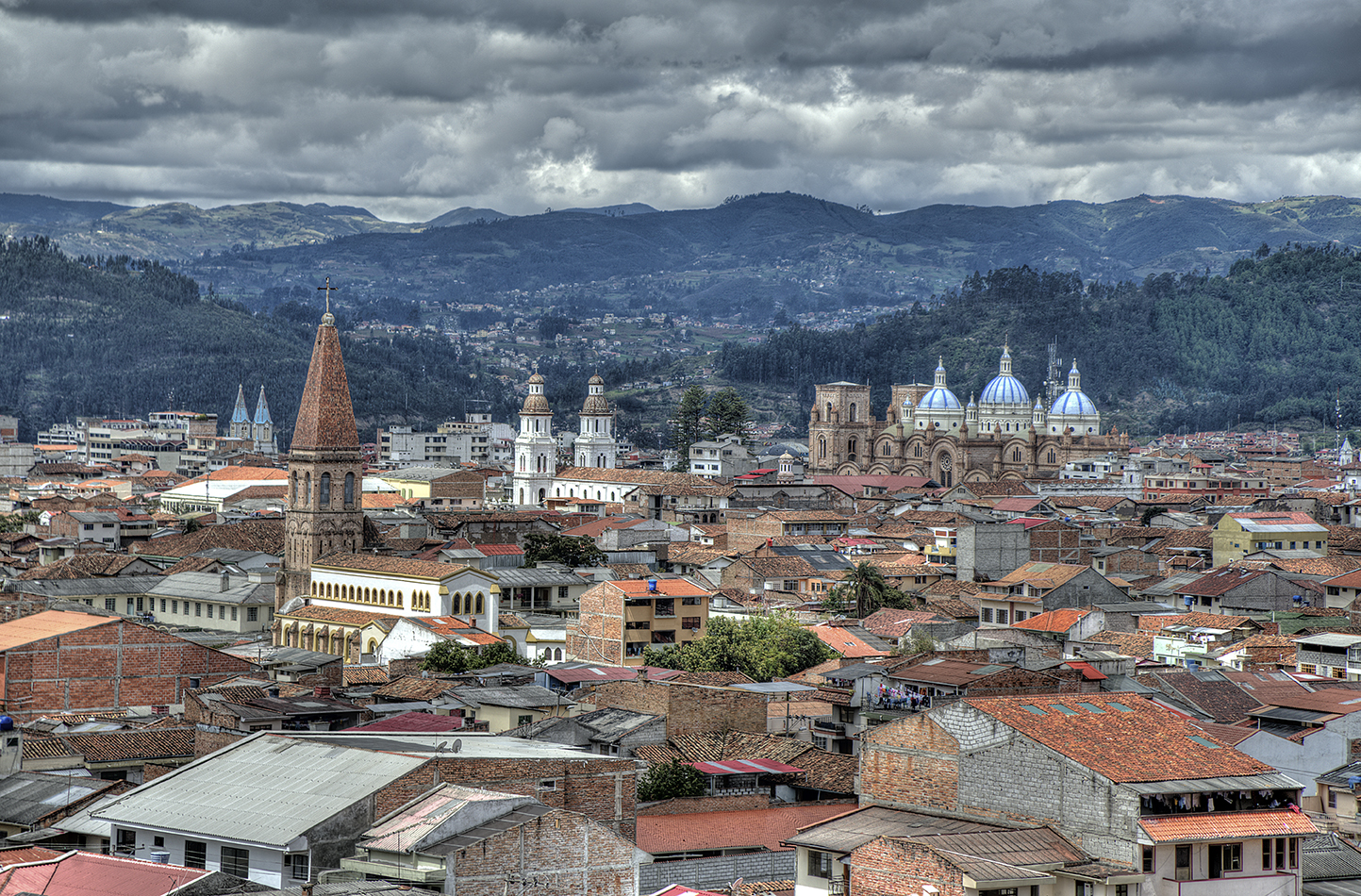
Cuenca.

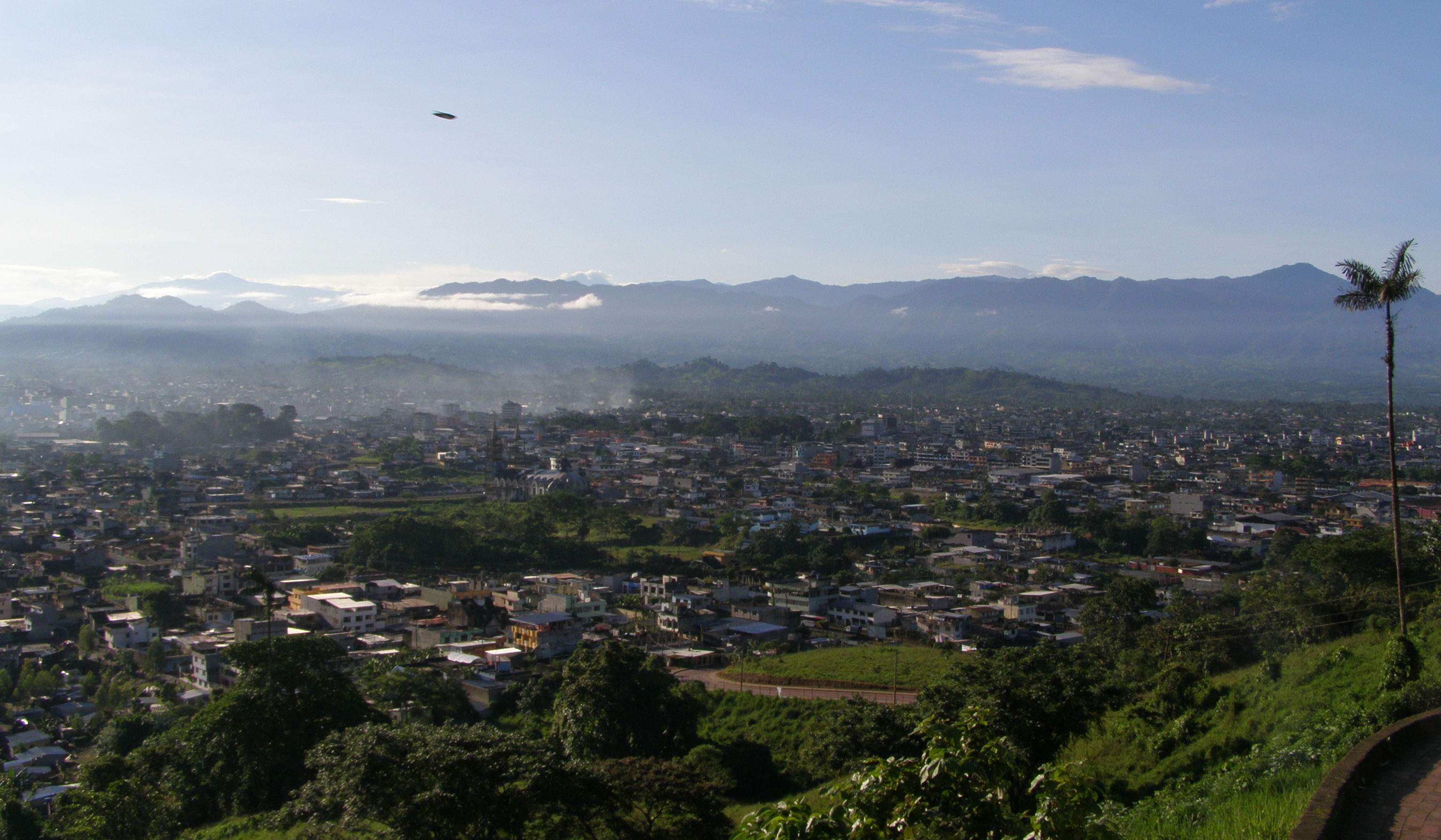
Saint-Domingue.

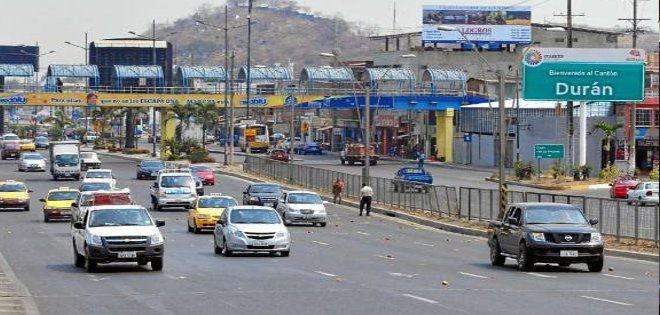
Durán.

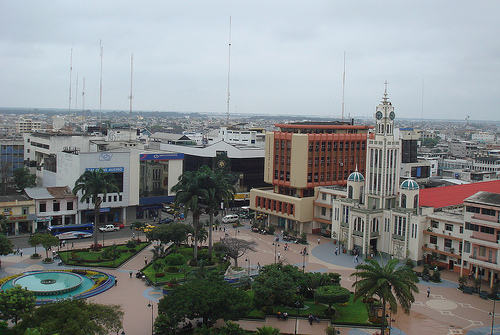
Machala.

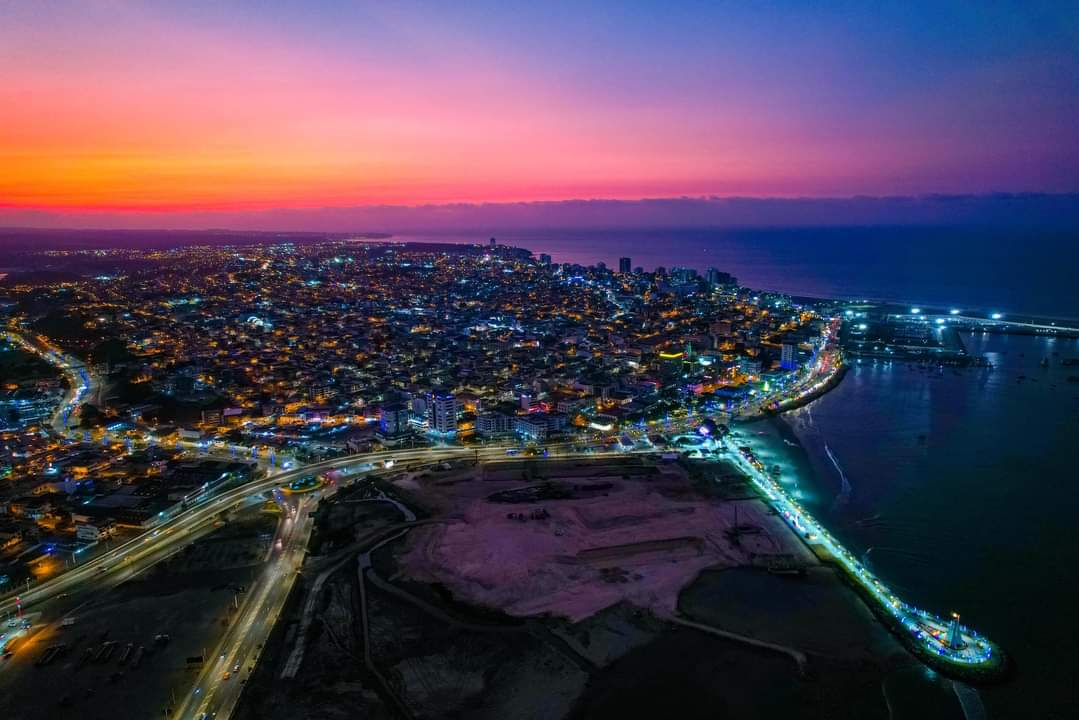
Manta.

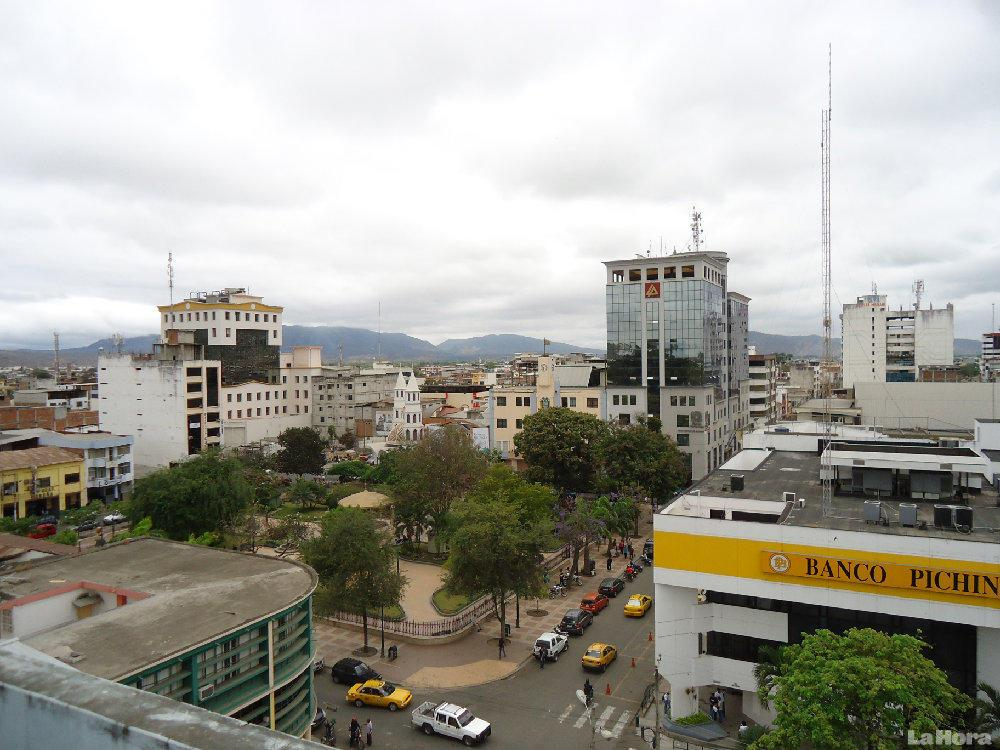
Portoviejo.

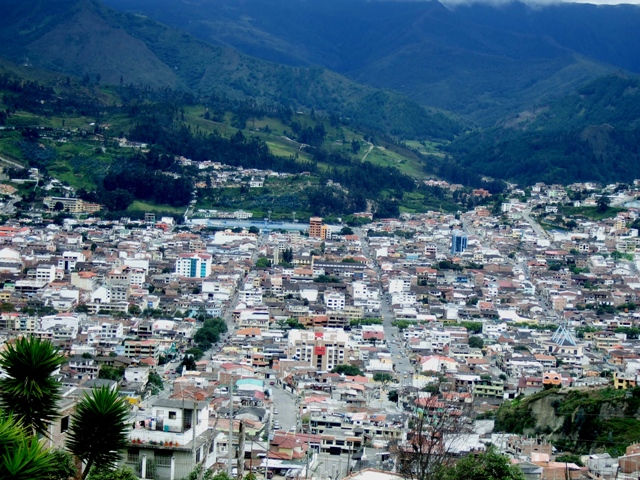
Loja.

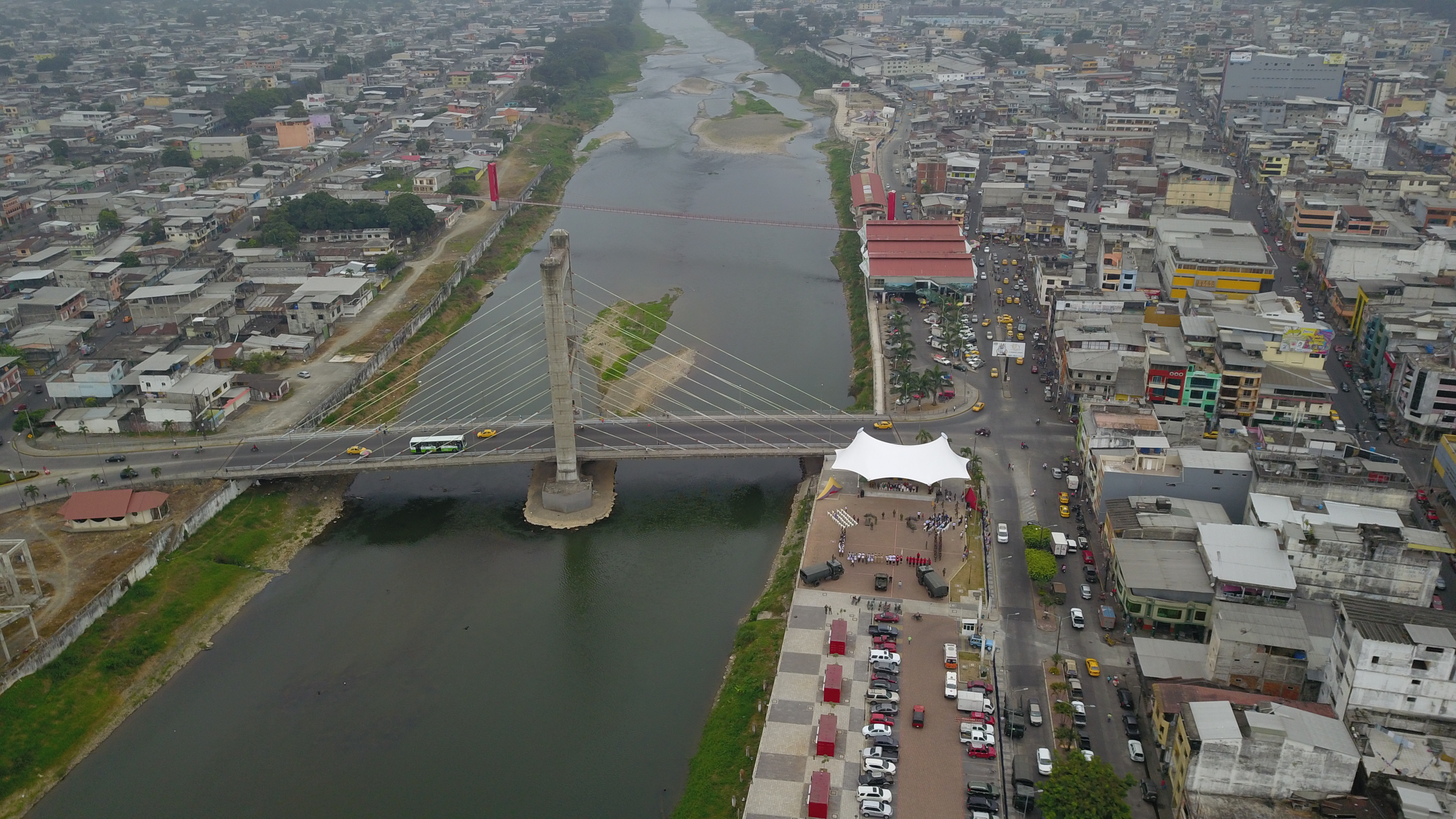
Quevedo.

| #   | Ville                                 | Province                       | Population (2022) |
| --- | ------------------------------------- | ------------------------------ | ----------------- |
| 1   | Guayaquil                             | Guayas                         | 2 650 288         |
| 2   | Quito                                 | Pichincha                      | 1 763 275         |
| 3   | Cuenca                                | Azuay                          | 361 524           |
| 4   | Saint-Domingue                        | Santo Domingo de los Tsáchilas | 334 826           |
| 5   | Durán                                 | Guayas                         | 295 211           |
| 6   | Machala                               | El Oro                         | 288 072           |
| 7   | Manta                                 | Manabí                         | 258 697           |
| 8   | Portoviejo                            | Manabí                         | 244 129           |
| 9   | Loja                                  | Loja                           | 203 496           |
| 10  | Quevedo                               | Los Ríos                       | 177 792           |
| 11  | Ambato                                | Tungurahua                     | 177 316           |
| 12  | Riobamba                              | Chimborazo                     | 177 213           |
| 13  | Daule                                 | Guayas                         | 161 498           |
| 14  | Milagro                               | Guayas                         | 159 970           |
| 15  | Ibarra                                | Imbabura                       | 157 941           |
| 16  | Esmeraldas                            | Esmeraldas                     | 155 487           |
| 17  | La-Liberté                            | Santa Elena                    | 112 154           |
| 18  | Babahoyo                              | Los Ríos                       | 98 251            |
| 19  | Sangolquí                             | Pichincha                      | 96 647            |
| 20  | Latacunga                             | Cotopaxi                       | 77 267            |
| 21  | Samborondón                           | Guayas                         | 72 425            |
| 22  | Montecristi                           | Manabí                         | 71 066            |
| 23  | Pasaje                                | El Oro                         | 60 147            |
| 24  | Sainte Rose                           | El Oro                         | 56 842            |
| 25  | Tulcán                                | Carchi                         | 56 719            |
| 26  | Huaquillas                            | El Oro                         | 56 021            |
| 27  | Nueva Loja                            | Sucumbíos                      | 55 627            |
| 28  | Chone                                 | Manabí                         | 54 629            |
| 29  | Sainte Hélène                         | Santa Elena                    | 54 565            |
| 30  | Le Carmen                             | Manabí                         | 52 366            |
| 31  | Port-Francisco-d'Orellana             | Orellana                       | 51 281            |
| 32  | Général Villamil                      | Guayas                         | 48 156            |
| 33  | Buena Fe (es)                         | Los Ríos                       | 46 779            |
| 34  | Jipijapa                              | Manabí                         | 45 382            |
| 35  | Cayambe                               | Pichincha                      | 44 559            |
| 36  | Velasco Ibarra (es)                   | Guayas                         | 41 778            |
| 37  | Otavalo                               | Imbabura                       | 41 718            |
| 38  | Ventanas (es)                         | Los Ríos                       | 41 531            |
| 39  | El Triunfo (es)                       | Guayas                         | 41 042            |
| 40  | La Troncal                            | Cañar                          | 39 600            |
| 41  | Naranjal (es)                         | Guayas                         | 39 323            |
| 42  | Azogues                               | Cañar                          | 35 763            |
| 43  | La Concordia                          | Santo Domingo de los Tsáchilas | 35 474            |
| 44  | Salinas                               | Santa Elena                    | 35 066            |
| 45  | Vinces (es)                           | Los Ríos                       | 35 064            |
| 46  | Naranjito (es)                        | Guayas                         | 34 664            |
| 47  | Puyo                                  | Pastaza                        | 33 325            |
| 48  | Balzar                                | Guayas                         | 32 744            |
| 49  | La Maná (es)                          | Cotopaxi                       | 31 740            |
| 50  | Rosa Zárate                           | Esmeraldas                     | 31 120            |
| 51  | Guaranda                              | Bolívar                        | 30 755            |
| 52  | Tena                                  | Napo                           | 29 724            |
| 53  | San Lorenzo (es)                      | Esmeraldas                     | 28 491            |
| 54  | Jaramijó                              | Manabí                         | 28 397            |
| 55  | Pedernales                            | Manabí                         | 27 068            |
| 56  | Catamayo (es)                         | Loja                           | 27 026            |
| 57  | El Guabo                              | El Oro                         | 26 635            |
| 58  | Atuntaqui (es)                        | Imbabura                       | 25 115            |
| 59  | Pedro Carbo (es)                      | Guayas                         | 24 882            |
| 60  | Machachi                              | Pichincha                      | 24 188            |
| 61  | Valencia (es)                         | Los Ríos                       | 22 996            |
| 62  | Yaguachi (es)                         | Guayas                         | 22 972            |
| 63  | Macas                                 | Morona-Santiago                | 22 398            |
| 64  | Bahía de Caráquez                     | Manabí                         | 22 209            |
| 65  | Arenillas                             | El Oro                         | 21 524            |
| 66  | Calceta                               | Manabí                         | 20 011            |
| 67  | Atacames (es)                         | Esmeraldas                     | 18 948            |
| 68  | Piñas                                 | El Oro                         | 18 482            |
| 69  | Zamora                                | Zamora-Chinchipe               | 17 584            |
| 70  | San Miguel de Salcedo (es)            | Cotopaxi                       | 16 751            |
| 71  | Lomas de Sargentillo (es)             | Guayas                         | 16 603            |
| 72  | Shushufindi                           | Sucumbíos                      | 16 328            |
| 73  | Montalvo (es)                         | Los Ríos                       | 16 248            |
| 74  | Pujilí (es)                           | Cotopaxi                       | 16 152            |
| 75  | La Joya de los Sachas (es)            | Orellana                       | 16 023            |
| 76  | San Gabriel (es)                      | Carchi                         | 14 497            |
| 77  | Baños de Agua Santa                   | Tungurahua                     | 14 100            |
| 78  | Gualaceo (es)                         | Azuay                          | 13 843            |
| 79  | Salitre (es)                          | Guayas                         | 13 571            |
| 80  | Yantzaza                              | Zamora-Chinchipe               | 13 335            |
| 81  | Cariamanga (es)                       | Loja                           | 13 175            |
| 82  | Cañar                                 | Cañar                          | 13 148            |
| 83  | Tabacundo                             | Pichincha                      | 13 019            |
| 84  | Balao (es)                            | Guayas                         | 12 850            |
| 85  | Port-Ayora                            | Galápagos                      | 12 696            |
| 86  | Port-López                            | Manabí                         | 12 598            |
| 87  | Macará (es)                           | Loja                           | 12 454            |
| 88  | Santa Ana de Vuelta Larga             | Manabí                         | 11 918            |
| 89  | Rocafuerte                            | Manabí                         | 11 848            |
| 90  | Cumandá                               | Chimborazo                     | 11 442            |
| 91  | Pelileo (es)                          | Tungurahua                     | 11 403            |
| 92  | Tosagua                               | Manabí                         | 11 317            |
| 93  | Santa Lucía (es)                      | Guayas                         | 10 924            |
| 94  | Sucúa                                 | Morona-Santiago                | 10 846            |
| 95  | Cotacachi (es)                        | Imbabura                       | 10 526            |
| 96  | San Vicente                           | Manabí                         | 10 404            |
| 97  | Palestina (es)                        | Guayas                         | 10 392            |
| 98  | Camilo Ponce Enríquez                 | Azuay                          | 10 015            |
| 99  | Narcisa de Jesús (es)                 | Guayas                         | 10 010            |
| 100 | Zaruma (es)                           | El Oro                         | 10 005            |
| 101 | Saquisilí (es)                        | Cotopaxi                       | 9 883             |
| 102 | Píllaro (es)                          | Tungurahua                     | 9 816             |
| 103 | Portovelo                             | El Oro                         | 9 764             |
| 104 | Puebloviejo (es)                      | Los Ríos                       | 9 646             |
| 105 | Mocache (es)                          | Los Ríos                       | 9 535             |
| 106 | Gualaquiza                            | Morona-Santiago                | 9 157             |
| 107 | Guano                                 | Chimborazo                     | 9 136             |
| 108 | San Miguel (es)                       | Bolívar                        | 8 806             |
| 109 | Paute                                 | Azuay                          | 8 766             |
| 110 | Simón Bolívar                         | Guayas                         | 8 696             |
| 111 | Flavio Alfaro                         | Manabí                         | 8 312             |
| 112 | Isidro Ayora (es)                     | Guayas                         | 8 275             |
| 113 | Caluma (es)                           | Bolívar                        | 7 884             |
| 114 | Catacocha                             | Loja                           | 7 831             |
| 115 | Coronel Marcelino Maridueña (es)      | Guayas                         | 7 796             |
| 116 | Paján                                 | Manabí                         | 7 686             |
| 117 | Colimes (es)                          | Guayas                         | 7 619             |
| 118 | Archidona                             | Napo                           | 7 353             |
| 119 | Junín                                 | Manabí                         | 7 332             |
| 120 | Port-Baquerizo-Moreno                 | Galápagos                      | 7 290             |
| 121 | Palenque (es)                         | Los Ríos                       | 7 258             |
| 122 | Catarama (es)                         | Los Ríos                       | 7 216             |
| 123 | Pedro Vicente Maldonado               | Pichincha                      | 7 162             |
| 124 | Echeandía (es)                        | Bolívar                        | 7 138             |
| 125 | Baba (es)                             | Los Ríos                       | 6 746             |
| 126 | General Antonio Elizalde (es)         | Guayas                         | 6 738             |
| 127 | Sucre                                 | Manabí                         | 6 607             |
| 128 | Santa Isabel                          | Azuay                          | 6 194             |
| 129 | Quinsaloma (es)                       | Los Ríos                       | 6 161             |
| 130 | Alausí (es)                           | Chimborazo                     | 6 071             |
| 131 | Jujan (es)                            | Guayas                         | 6 035             |
| 132 | Alamor (es)                           | Loja                           | 5 981             |
| 133 | Pimampiro (es)                        | Imbabura                       | 5 848             |
| 134 | Palora                                | Morona-Santiago                | 5 748             |
| 135 | Biblián (es)                          | Cañar                          | 5 728             |
| 136 | Muisne                                | Esmeraldas                     | 5 574             |
| 137 | Chambo (es)                           | Chimborazo                     | 5 462             |
| 138 | San Miguel de los Bancos              | Pichincha                      | 5 396             |
| 139 | Loreto (es)                           | Orellana                       | 5 377             |
| 140 | El Pangui (es)                        | Zamora-Chinchipe               | 5 340             |
| 141 | Jama                                  | Manabí                         | 5 259             |
| 142 | El Tambo (es)                         | Cañar                          | 5 202             |
| 143 | El Ángel                              | Carchi                         | 5 181             |
| 144 | Marcabelí                             | El Oro                         | 4 973             |
| 145 | Valdez                                | Esmeraldas                     | 4 956             |
| 146 | Saraguro                              | Loja                           | 4 656             |
| 147 | Balsas (es)                           | El Oro                         | 4 500             |
| 148 | Huaca                                 | Carchi                         | 4 492             |
| 149 | Celica (es)                           | Loja                           | 4 486             |
| 150 | Urcuquí                               | Imbabura                       | 4 480             |
| 151 | Chordeleg (es)                        | Azuay                          | 4 445             |
| 152 | Pichincha                             | Manabí                         | 4 406             |
| 153 | San José de Chimbo (es)               | Bolívar                        | 4 354             |
| 154 | El Chaco                              | Napo                           | 4 353             |
| 155 | Girón (es)                            | Azuay                          | 4 353             |
| 156 | Pallatanga (es)                       | Chimborazo                     | 4 266             |
| 157 | Zumba (es)                            | Zamora-Chinchipe               | 4 154             |
| 158 | Sígsig (es)                           | Azuay                          | 4 029             |
| 159 | Rioverde (es)                         | Esmeraldas                     | 4 010             |
| 160 | Général Leonidas Plaza Gutiérrez (es) | Morona-Santiago                | 3 982             |
| 161 | Puerto Quito                          | Pichincha                      | 3 833             |
| 162 | Chunchi (es)                          | Chimborazo                     | 3 799             |
| 163 | Cevallos                              | Tungurahua                     | 3 754             |
| 164 | Mira (es)                             | Carchi                         | 3 691             |
| 165 | Zapotillo                             | Loja                           | 3 599             |
| 166 | Bolívar                               | Carchi                         | 3 377             |
| 167 | Quero                                 | Tungurahua                     | 3 269             |
| 168 | Chillanes (es)                        | Bolívar                        | 3 251             |
| 169 | Guamote (es)                          | Chimborazo                     | 3 076             |
| 170 | Zumbi                                 | Zamora-Chinchipe               | 2 930             |
| 171 | Sigchos (es)                          | Cotopaxi                       | 2 816             |
| 172 | Cajabamba (es)                        | Chimborazo                     | 2 785             |
| 173 | Port-Villamil                         | Galápagos                      | 2 755             |
| 174 | Olmedo                                | Manabí                         | 2 684             |
| 175 | Pindal (es)                           | Loja                           | 2 660             |
| 176 | Guayzimi (es)                         | Zamora-Chinchipe               | 2 519             |
| 177 | Patate                                | Tungurahua                     | 2 514             |
| 178 | El Dorado de Cascales                 | Sucumbíos                      | 2 510             |
| 179 | Arajuno                               | Pastaza                        | 2 377             |
| 180 | Palanda (es)                          | Zamora-Chinchipe               | 2 353             |
| 181 | Santiago de Méndez (es)               | Morona-Santiago                | 2 349             |
| 182 | Lumbaqui                              | Sucumbíos                      | 2 083             |
| 183 | Amaluza                               | Loja                           | 2 073             |
| 184 | Puerto El Carmen de Putumayo (es)     | Sucumbíos                      | 2 012             |
| 185 | Las Naves (es)                        | Bolívar                        | 1 984             |
| 186 | Gonzanamá (es)                        | Loja                           | 1 973             |
| 187 | Baeza (es)                            | Napo                           | 1 972             |
| 188 | Le Cœur                               | Cotopaxi                       | 1 872             |
| 189 | Taisha                                | Morona-Santiago                | 1 864             |
| 190 | Saint Clare                           | Pastaza                        | 1 831             |
| 191 | Paccha                                | El Oro                         | 1 769             |
| 192 | Tarapoa                               | Sucumbíos                      | 1 728             |
| 193 | 28 Mai                                | Zamora-Chinchipe               | 1 626             |
| 194 | Saint Jean Bosco (es)                 | Morona-Santiago                | 1 613             |
| 195 | Paquisha (es)                         | Zamora-Chinchipe               | 158               |
| 196 | La Victoire                           | El Oro                         | 1 581             |
| 197 | Tisaleo                               | Tungurahua                     | 1 561             |
| 198 | Mocha (es)                            | Tungurahua                     | 1 516             |
| 199 | Penipe (es)                           | Chimborazo                     | 1 417             |
| 200 | Saint Ferdinand (es)                  | Azuay                          | 1 407             |
| 201 | Logroño (es)                          | Morona-Santiago                | 1 382             |
| 202 | Chaguarpamba                          | Loja                           | 1 342             |
| 203 | Huamboya                              | Morona-Santiago                | 1 312             |
| 204 | Nabón (es)                            | Azuay                          | 1 276             |
| 205 | Carlos Julio Arosemena Tola           | Napo                           | 1 273             |
| 206 | Guachapala (es)                       | Azuay                          | 1 210             |
| 207 | Santiago (es)                         | Morona-Santiago                | 1 154             |
| 208 | Paul VI                               | Morona-Santiago                | 1 031             |
| 209 | Suscal (es)                           | Cañar                          | 1 012             |
| 210 | Oña                                   | Azuay                          | 989               |
| 211 | Quilanga (es)                         | Loja                           | 934               |
| 212 | Chilla (es)                           | El Oro                         | 910               |
| 213 | Sozoranga (es)                        | Loja                           | 908               |
| 214 | Pucará                                | Azuay                          | 855               |
| 215 | Mera (es)                             | Pastaza                        | 853               |
| 216 | La Bonita                             | Sucumbíos                      | 746               |
| 217 | Olmedo                                | Loja                           | 745               |
| 218 | Sevilla de Oro (es)                   | Azuay                          | 732               |
| 219 | Tiputini (es)                         | Orellana                       | 657               |
| 220 | Déleg (es)                            | Cañar                          | 645               |
| 221 | El Pan (es)                           | Azuay                          | 503               |

### Sources
- (es) Cet article est partiellement ou en totalité issu de l’article de Wikipédia en espagnol intitulé « Anexo:Ciudades de Ecuador » (voir la liste des auteurs).